# Bruno Vanhove
Bruno Vanhove (17 augustus 1983) is een Belgisch paralympisch atleet. Hij trad als goalballspeler een eerste maal aan in de Paralympische Zomerspelen 2008. In Peking behaalde hij een 11de plaats met de Belgische nationale goalballploeg.